# Van Hool

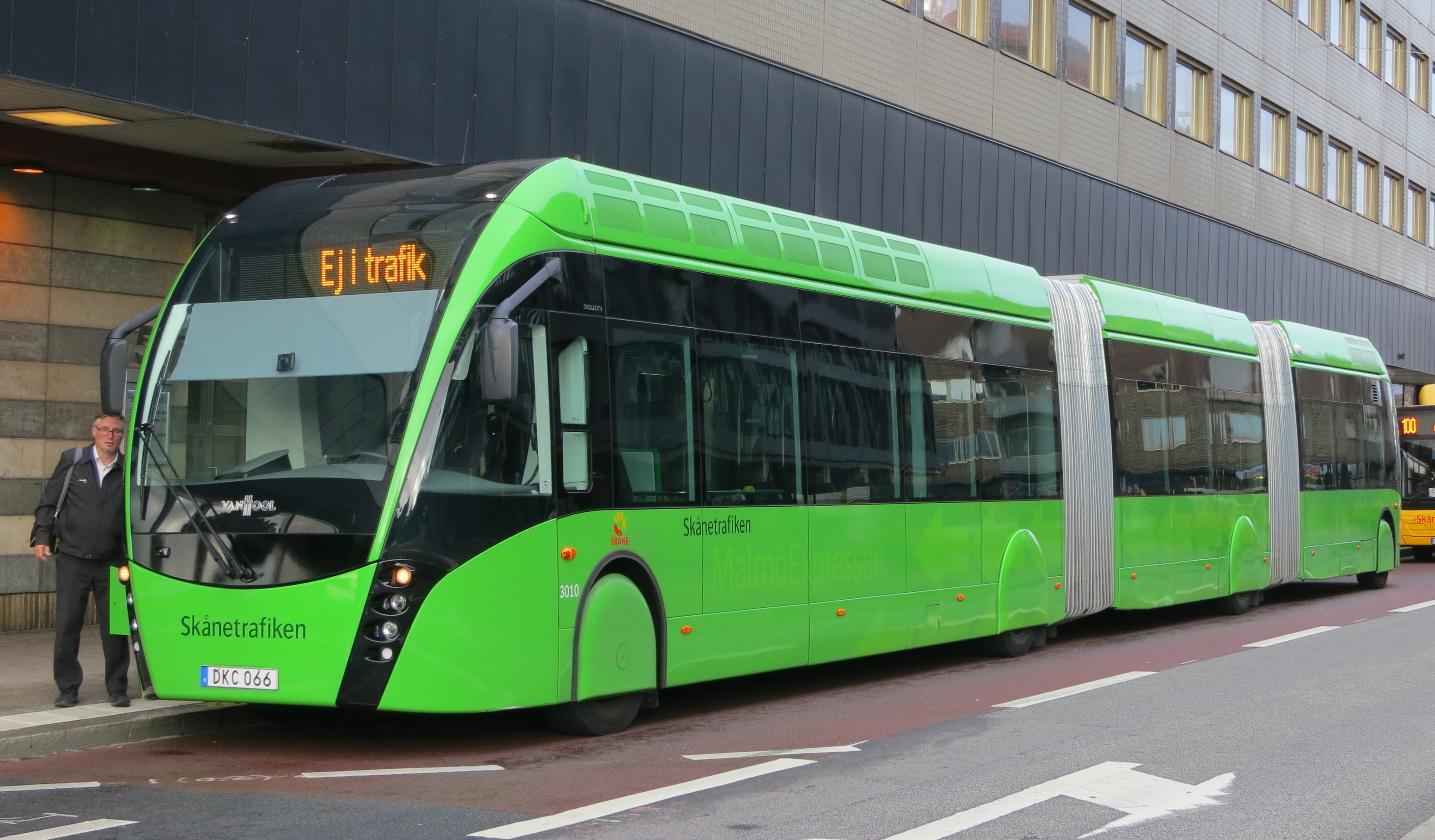
Dubbelledad stadsbuss i Malmö av typ Exqui.City 24

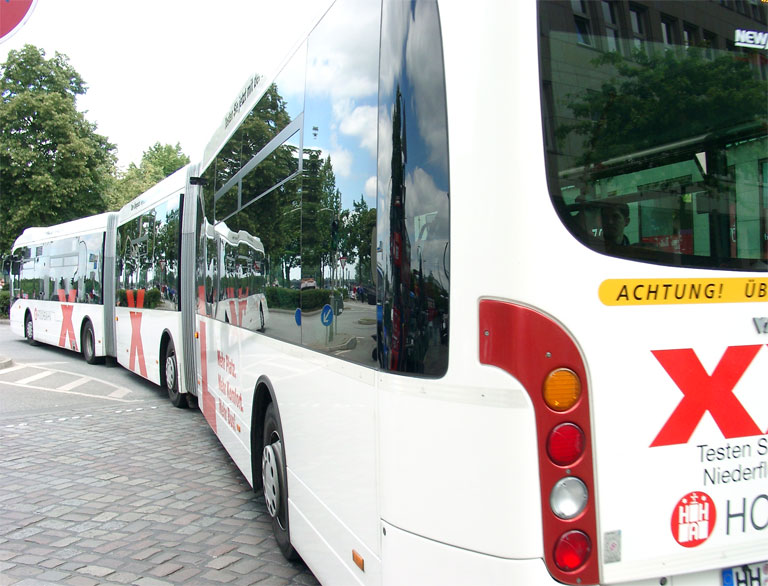
Dubbelledbuss av typ AGG300

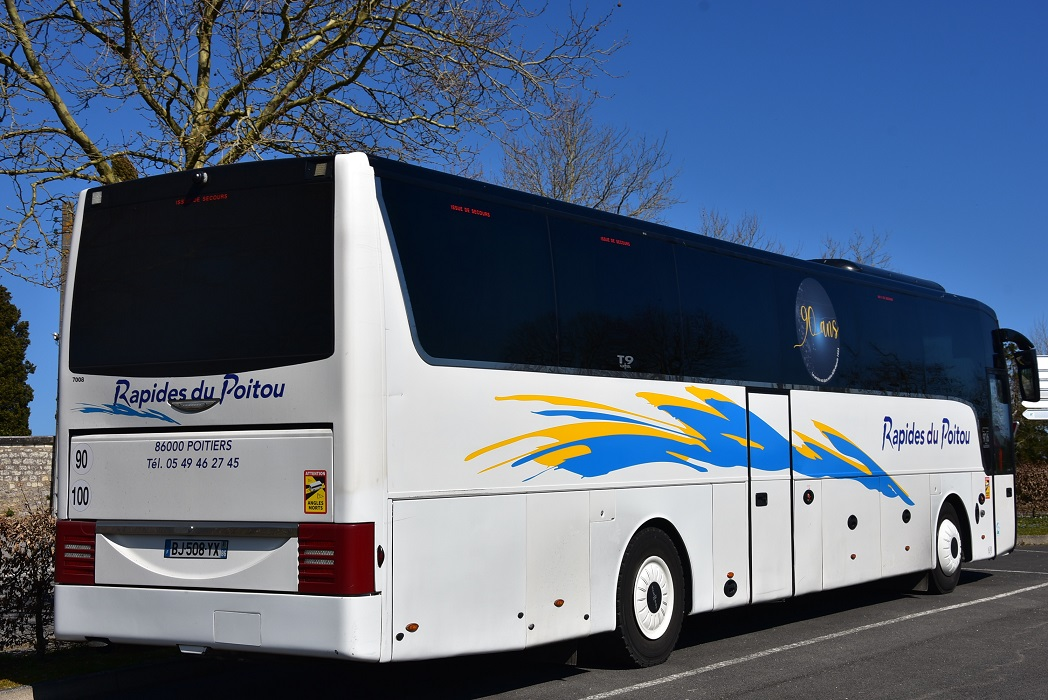
Van Hool T916 Alicron (2010), Frankrike

Van Hool är ett belgiskt företag som bygger busskarosser, lastbilssläp och containrar. Van Hool är mest känt för att tillverka turistbussar och andra långfärdsbussar men tillverkar även stora serier stadsbussar.
Det grundades av Bernard Van Hool 1928, men bussbyggena kom inte igång på allvar förrän efter andra världskriget.
Under 1980- och 1990-talen var den rejäla modellen Alizée en mycket vanlig syn på de svenska vägarna. Modellnamnet lever kvar än idag, på nyare bussar.
I Sverige förekommer Van Hool-karossen än idag hos ett antal bussbolag även om modellutbudet på den svenska marknaden är mindre nu än förr. Flygbussarna i Stockholm köpte under mitten av 00-talet in flera Van Hool T9-ledbussar på Volvo B12M-chassin till sin busstrafik mellan Stockholm och Arlanda flygplats. Även Transdev har köpt in ett antal dubbeldäckade Van Hool Astrobel med Scaniachassi till Norrlandskustens linjer mellan Sundsvall-Haparanda. Nobina köpte i samband med att deras kontrakt för UL förnyats 2012 in ett antal Van Hool Astrobel med Scaniachassi för UL:s expresslinjer mellan Uppsala–Enköping och Uppsala–Västerås. Både Van Hool Astrobel och Van Hool Astromega med Scaniachassi används på högtrafikerade expresslinjer inom Västtrafiks, Skånetrafikens och Länstrafiken Kronobergs linjesystem. Runt 2014 började även dubbelledade, helbyggda Van Hool Exqui.City med gas/elhybriddrift samt 2022 en nyare variant med eldrift att trafikera Malmös gator, den så kallade "Malmöexpressen".